# Жан I де Ламарк
Жан I де Ламарк (Jean Ier de La Marck) (ноябрь 1410 — 8 февраля 1470) — сеньор Седана, Аренберга, Эгремона, Нёфшателя, Люмена и Бракмона с 1440, сеньор Дэньи с 1462, камергер французского короля Карла VII.
Сын Эврара II де Ламарка (ум. 1440) и его первой жены Марии де Бракмон (1390—1415).
После смерти отца унаследовал ряд его сеньорий, формально входивших в состав Священной Римской империи, в том числе княжество Седан, которое Эврар II де Ламарк купил в 1415 г.
Состоял на французской службе, камергер короля Карла VII.
В 1443 году женился на Агнессе фон Фирнебург, дочери Роберта IV, графа фон Фирнебурга.
Дети:
- Роберт де Ламарк (погиб в 1489), сеньор Седана, первый герцог Буйона (права на который выкупил у брата Гильома);
- Эврар де Ламарк (ум. 19 июня 1506), сеньор Аренберга;
- Гильом де Ламарк по прозвищу «Арденнский Вепрь» (казнён в июне 1485), сеньор де Люмен;
- Адольф де Ламарк;
- Аполлония де Ламарк, жена Эркингера II фон Сайнсхайма, сеньор фон Шварценберг.

Жан I де Ламарк умер 8 февраля 1470 года. По другим данным, он в 1480 году был ещё жив.